# Rhionaeschna mutata
Rhionaeschna mutata är en trollsländeart som först beskrevs av Hagen 1861.  Rhionaeschna mutata ingår i släktet Rhionaeschna och familjen mosaiktrollsländor. Inga underarter finns listade i Catalogue of Life.